# Ágora (película)
Ágora es una película española dirigida por Alejandro Amenábar estrenada en España el 9 de octubre de 2009. Ágora, quinta película de Amenábar y la segunda rodada íntegramente en inglés después de Los otros, es un drama histórico que se desarrolla en la ciudad de Alejandría, Egipto, a partir del año 391 d. C. La protagonista (interpretada por Rachel Weisz) es la matemática, filósofa y astrónoma Hipatia de Alejandría, que fue asesinada, descuartizada e incinerada por los seguidores del obispo y santo cristiano copto Cirilo de Alejandría en el año 415 d. C.
La película ganó 7 Premios Goya, incluyendo al mejor guion original para Alejandro Amenábar y Mateo Gil, lo que la convirtió en la segunda película más premiada de la XXIV edición de los Premios Goya de la academia de cine español.

## Argumento

### Hipatia enseña
Dentro del recinto donde se encuentra el Museo de Alejandría y el Serapeum, Hipatia (Rachel Weisz) enseña matemáticas, astronomía y filosofía a los hijos de la élite de Alejandría. Entre sus alumnos está Orestes (Oscar Isaac) y Sinesio (Rupert Evans). También el joven esclavo Davos (Max Minghella) enamorado de Hipatia, presente en las clases como ayudante, escucha con atención las enseñanzas de su ama. Orestes -que llegará a ser el Prefecto romano en Alejandría- también se enamora de la hermosa y cautivadora maestra, pretendiéndola en matrimonio.

### Las revueltas y los enfrentamientos
En los barrios de la ciudad reina el descontento, los cristianos muestran su creciente fortaleza burlándose del dios profano Serapis, a quien consideran un falso dios, un dios pagano. La actitud provocadora de los cristianos desencadena un ataque mortal contra ellos que será el comienzo de una espiral de violencia cruzada entre las distintas facciones religiosas -cristianos, greco-egipcios, judíos- y los distintos estamentos de poder -el patriarcado alejandrino y el poder imperial-. En la primera refriega Teón de Alejandría, padre de Hipatia, es herido de muerte. La violencia crece sin control y la venganza se adueña de Alejandría. Los cristianos, numerosos y bien organizados sitian el recinto sagrado. Ante esta dramática situación Hipatia protege a sus discípulos, de manera especial a los cristianos, y entre ellos a Davo, su esclavo. El sitio perdura. Desde Roma el Emperador proclama la inmediata expulsión del recinto de sus moradores legitimando a los cristianos.

### El asalto y la victoria cristiana
La situación es desesperada, atrapada tras los muros la astrónoma Hipatia lucha por salvar los pergaminos que guardan la sabiduría del mundo antiguo. Junto a ella resiste Davo, que se debate entre el amor que le profesa y la libertad que podría alcanzar uniéndose al imparable ascenso de los cristianos. Davo es manumitido por su ama Hipatia que huye acongojada junto a sus discípulos y los patricios. La expulsión se consuma: los edificios son expoliados y arrasados.
Pero la paz no llega. La provocación de los cristianos a los judíos en una representación teatral y la falta de respuesta de la autoridad hace que estos se tomen la justicia por su mano -con una encerrona en la que mueren numerosos cristianos- pero que de nada servirá ya que los judíos serán finalmente masacrados y expulsados de la ciudad. Los cristianos consolidan su poder y lo aplican sin misericordia.
La expulsión de Hipatia y los suyos de los edificios oficiales y emblemáticos -que han quedado en manos de los cristianos- no parece ser suficiente. Los jerarcas cristianos confabulan contra el prefecto Orestes a quien quieren obligar ante la Biblia a que abjure de su fidelidad a Hipatia.

### La desolación
La vida de Hipatia está en riesgo. Ella representa la negación del patriarcado y de los patriarcas cristianos: una mujer no sometida a ningún hombre, culta, reconocida matemática y astrónoma, admirada por sus discípulos que además se niega a convertirse a una religión en la que no cree, el cristianismo.
Ante la Biblia, el obispo Cirilo de Alejandría condena a Hipatia por pagana y bruja y ordena su lapidación. Los seguidores del obispo buscan por las calles tumultuosas de Alejandría a Hipatia para ejecutarla. En la algarabía, Davo, su antiguo esclavo, aún enamorado, también la busca con el fin de salvarla de los seguidores de Cirilo, pero cuando la encuentra, ya es demasiado tarde, debido a que ya se encontraba en camino para su ejecución. Davo decide seguirlos y antes de que Hipatia sea apedreada, descuartizada y arrastrada por las calles, le quita la vida durante un momento de descuido de parte de los ejecutores para evitarle cualquier dolor físico.

## Reparto
- Rachel Weisz como Hipatia de Alejandría.
- Max Minghella como Davo.
- Oscar Isaac como Orestes.
- Ashraf Barhom como Amonio, monje parabolano.
- Rupert Evans como Sinesio.
- Homayoun Ershadi como Aspasio.
- Michael Lonsdale como Teón de Alejandría, padre de Hipatia.
- Sami Samir como Cirilo.
- Amber Rose Revah como Sidonia.
- Oshri Cohen como Medoro.
- Yousef Sweid como Pedro.

## Guion
Inspirado en la novela histórica Hypatia, la mujer que amó la ciencia (2004) de Pedro Gálvez, la elaboración del guion, que comenzó en 2005, ha corrido a cargo del mismo Amenábar y Mateo Gil con la colaboración del productor ejecutivo Fernando Bovaira y ha supuesto, en palabras del director «perderse entre libros de Historia y Astronomía acabando atrapados en el Egipto de hace 1600 años». Fue Carl Sagan, en su serie Cosmos: Un viaje personal y en el libro Cosmos, ambos de 1980, quien redescubrió para el público contemporáneo el personaje de Hipatia, que aparece mencionado en los antiguos textos de sus discípulos Sinesio de Cirene y Hesiquio de Alejandría, así como de su contemporáneo Sócrates Escolástico, entre otros. También aparece en la Suda (enciclopedia bizantina del siglo X).
Amenábar después de leer Cosmos, estudió figuras históricas de la astronomía como Ptolomeo, Copérnico, Johannes Kepler y Galileo, pero se encontró muy interesado en la historia de Hipatia, una astrónoma griega del siglo IV cuya historia, sentía, estaba siendo relevante en el siglo XXI: "Nos dimos cuenta que este momento en particular en el mundo tuvo muchas conexiones con nuestra realidad contemporánea. Luego el proyecto se convirtió realmente intrigante, porque nos dimos cuenta de que podríamos hacer una película sobre el pasado, mientras que en realidad hacemos una película sobre el presente."

Es una película que desafía a la audiencia en términos de razonamiento y tratando de entrar en la historia. Yo decía: la película trata sobre astronomía y quería expresar conceptos que se estudian en la escuela — ciencia, matemáticas — que se muestran fascinantes no la manera de las asignaturas se imparten en la educación moderna. Quería traducir la fascinación del hombre por la búsqueda del conocimiento. Quería Mostrar la astronomía y los estudiosos de la manera más atractiva. Esos son los verdaderos héroes de la película.

### Los asesores
En la elaboración del guion y la película participaron como asesores:
- Antonio Mampaso Recio, doctor en ciencias físicas, astrofísico e investigador del Instituto de Astrofísica de Canarias.[7]
- Javier Ordóñez Rodríguez, catedrático de Historia de la ciencia en la Universidad Autónoma de Madrid; licenciado en Ciencias Físicas y doctor en Filosofía.
- Carlos García Gual, catedrático de filología griega en la Universidad Complutense de Madrid y especialista en la antigüedad clásica.[8]
- Elisa M. Garrido González, profesora de Historia Antigua de la Universidad Autónoma de Madrid y especialista en historia de la mujer en la Antigüedad clásica.[9]
- Justin Pollard, historiador, productor de televisión, escritor y guionista. Coautor, con Howard Reid del libro The Rise and Fall of Alexandria: Birthplace of the Modern World.[10][9]

## Producción
Fernando Bovaira es el productor ejecutivo. Los 50 millones de Euros que ha costado su producción han sido financiados por Telecinco Cinema, la productora Himenóptero, de Alejandro Amenábar y la productora Mod Producciones de Fernando Bovaira. El film ha recibido una ayuda del Instituto de la Cinematografía y de las Artes Audiovisuales (ICAA) del Ministerio de Cultura de España.
Ágora es el título definitivo, después de que se especulase con el título Mists of Time (Brumas del tiempo). La película tuvo también una primera versión del cartel anunciador distinta a la final. El ágora era la plaza pública, lugar de encuentro cultural, comercial y político de las ciudades (polis) griegas, y Alejandría era entonces una ciudad griega. Alrededor del ágora estaban los edificios principales y convergían las principales vías de la ciudad.

### El rodaje en Malta
El rodaje comenzó el 15 de marzo de 2008. El reto, en palabras de Amenábar, era conseguir un enfoque histórico verosímil tanto para la fabulosa ciudad de Alejandría como para el personaje principal, Hipatia:

El empeño de todo el equipo 'era' devolverle la vida con un enfoque hiperrealista, conseguir que los espectadores vean, sientan y huelan una civilización remota como si fuera su propia realidad. Me siento inmensamente privilegiado y agradecido por contar con Rachel Weisz en este viaje. Su inmenso talento, su inteligencia y su humanidad ya se están haciendo sentir entre nosotros.

Ágora fue rodada en la isla de Malta. Los principales escenarios de esta producción se encuentran en el Fuerte Ricasoli; otras localizaciones están en Mdina, La Valeta y Marsaxlokk. En algunos de estos lugares también se rodó la película Gladiator.

## Contexto histórico y científico
La historia se desarrolla en Alejandría, Egipto, 391 d. C., durante el Bajo Imperio romano, crisol de las antiguas culturas egipcia, griega y romana.
La ciudad fundada por Alejandro Magno contaba con el Museo de Alejandría (templo de las Musas dentro del que se encontraba el Serapeum (con su biblioteca o segunda Biblioteca de Alejandría y con la Columna de Pompeyo ), el Cesareum, la Vía Canópica (vía que atravesaba Alejandría permitiendo la comunicación desde el ágora con el puerto -en la antigua ciudad de Canopus-) y el Faro de Alejandría, una de las siete maravillas del mundo. Un mundo que, según algunos autores, iba a quedar sepultado ante el ascenso del cristianismo como religión hegemónica frente a las otras religiones existentes. Sin embargo, como advierte la historiadora María Dzielska, la religiosidad no cristiana no expira con Hipatia, como tampoco lo hacen ni las matemáticas ni la filosofía griegas. Hipatia de Alejandría, matemática, astrónoma, filósofa neoplatónica y símbolo de la sabiduría era considerada una poderosa y respetada rival por los patriarcas de alejandría. Según algunos autores la muerte de Hipatia tuvo que ver con la lucha entre el poder imperial y el poder episcopal, a la que se sumaba la envidia del patriarca Cirilo, inductor del asesinato, las acusaciones de brujería y hechicería sobre Hipatia, y, finalmente, la posible acción de cristianos fanáticos, de una turba de cristianos, del populacho, o los cristianos ortodoxos del círculo de Cirilo. El crimen quedó sin castigo. Para el historiador José María Blázquez Martínez, citando a Damascio, El asesinato de Hipatia es uno de los más repugnantes crímenes cometidos por la Iglesia de la Tarda Antigüedad.
El historiador más cercano a los hechos, Sócrates Escolástico —muy valorado por su ecuanimidad—, vincula a Cirilo con el asesinato de Hipatia, al manifestar que «este suceso acarreó no escaso oprobio tanto a Cirilo como a la iglesia de los alejandrinos».
Por otro lado, aunque Gonzalo Fernández en su estudio no muestra simpatías por Cirilo de Alejandría, a quien califica de "tirano", reconoce que “ninguna de las fuentes sobre el linchamiento de Hipatia alude a la presencia de parabolani entre sus asesinos. En mi opinión, esa turba de cristianos que estaba dirigida por el lector Pedro se hallaba constituida primordialmente por marineros del puerto de Alejandría.”. Los parabolani eran los miembros de una hermandad de monjes alistados voluntariamente para el servicio, principalmente entre los enfermos, que respondían a Cirilo. Hay otras fuentes de la época que disputan la versión histórica de esta película, como son el arriano Filostorgio y el sirio Juan de Éfeso y más recientes, como los jansenistas.
Se ha argumentado que resulta poco verosímil que un político tan avezado como Cirilo llevara a cabo una acción tan contraproducente y que se demostró perniciosa para los intereses del poderoso patriarcado alejandrino. Christopher Haas, de la Universidad Johns Hopkins, concluye que, con las fuentes de las que actualmente disponemos, «jamás sabremos si el propio Cirilo orquestó el ataque, o si, al igual que en la agresión contra Orestes, ciertos partidarios se decidieron unilateralmente a luchar en favor del patriarcado».
María Dzielska apunta, sin embargo, que, incluso si el crimen sucedió a sus espaldas, Cirilo debe ser considerado responsable en gran medida, por ser el instigador de la campaña contra la filósofa, como medio de combatir al prefecto imperial y su facción política, contraria a los excesos del Patriarcado.
Alejandro Amenábar no solamente nos muestra la pasión de los personajes y la lucha por el poder en Ágora, también nos ilustra sobre muchas facetas de la Cultura y de la existencia del Ser humano: Historia, Filosofía, Astronomía, Matemáticas, Física, Sociología. De manera sutil y hermosa aparecen algunos de los hitos de la historia de las Matemáticas y de la Historia de la astronomía:
A lo largo de la película el personaje de Hipatia se emociona ante los textos de los Elementos de Euclides, el cono de Apolonio, el sistema geocéntrico de Claudio Ptolomeo y el heliocéntrico de Aristarco de Samos y se apasiona y empeña en resolver el enigma astronómico que plantean los planetas errantes vislumbrando en la elipse la solución que hallarán más de mil años después, en el siglo XVI, Copérnico y Kepler en su reformulación, hoy vigente, de la Teoría heliocéntrica de órbitas elípticas.
Toda la tradición espiritual, cultural, filosófica y científica de la Cuenca del Mediterráneo se decanta en una mujer que habitó en tiempos convulsos la ciudad de Alejandría.

### Licencias históricas
- Hipatia murió entre los 45 y 60 años, mientras que la película muestra a una joven Rachel Weisz.
- Con los datos históricos con los que contamos hoy en día, no existe la certeza de que fuera el obispo Cirilo quien estuviera tras el asesinato.[cita requerida]
- No hay datos que aseveren que Hipatia descubriera la órbita elíptica de los planetas.[25]
- La casa de Hipatia presenta frescos y mosaicos que se han encontrado en Pompeya y Herculano, no en Alejandría.
- El palacio de Orestes contiene una copia de la Loba capitolina, pese a ser esta una escultura medieval a la que se añadieron las imágenes de Rómulo y Remo en el Renacimiento.[26]
- Alejandría fue una ciudad de nueva fundación de Alejandro Magno y, por consiguiente, griega. Tanto la ciudad como el propio Serapeo eran de arquitectura clásica y no egipcia, máxime en la época en la que transcurre la película, en pleno dominio romano.[27]
- El obispo Sinesio de Cirene murió antes que Hipatia, por lo que no pudo estar presente en Alejandría en la época de la muerte de ella ni, mucho menos, consentir o alentar su asesinato, tal como se narra en la película. Sinesio fue alumno de Hipatia, como se muestra en la película, y ambos mantuvieron una relación epistolar que es una de las principales fuentes que tenemos sobre Hipatia y que muestra el respeto que él le profesaba.

### Controversia
El Observatorio Antidifamación Religiosa protestó contra la película por "promover el odio a los cristianos y el refuerzo de falsos tópicos sobre la Iglesia Católica". La película en un principio tuvo problemas para encontrar distribuidores en Estados Unidos y en Italia, posiblemente por la crítica que señala en relación con la Iglesia Católica, aunque finalmente encontró distribuidores en ambos países. Ha sido censurada en Egipto por "insultar a la religión".

## Estrenos
El estreno de la película se extiende durante los años 2009 y 2010 por distintos países del mundo. En julio de 2010 había recaudado en el ámbito internacional 39 millones de dólares, algo más de la mitad del presupuesto invertido, aunque la recaudación en Estados Unidos, donde se estrenó solo en dos salas, fue escasa al no llegar a medio millón de dólares. En definitiva, de los aproximadamente 70 millones de dólares presupuestados (50 millones de euros), se recuperaron casi 40 por la vía de la taquilla directa en salas cinematográficas.
Estreno en España
La película, estrenada en España el 9 de octubre de 2009, ha cosechado un gran éxito de taquilla y una muy buena recaudación, colocándose entre las primeras del año 2009 y liderando la taquilla cuatro semanas consecutivas (lo cual no ocurría desde El Orfanato). Salió en DVD el 3 de marzo de 2010 a un PVP recomendado de 21,95 €, consiguiendo vender en tan sólo una semana más de 10 000 unidades.
Estreno en Estados Unidos
Newmarket Films es la distribuidora de Ágora en Estados Unidos. Finalmente fue estrenada el viernes 28 de mayo de 2010 con tan solo dos copias, recaudando 44.000 dólares (35.200 euros) consiguiendo la mejor media por copia. A finales de mayo de 2010 había recaudado allí 619.423 dólares.
Estreno en Francia
La distribuidora Mars Distribution ha estrenado Ágora en las salas comerciales francesas el 6 de enero de 2010. En Francia y otros países francófonos (Mónaco, Argelia, Marruecos y Túnez) ha recaudado (mayo de 2010) 2.328.651 dólares
Polémica en Italia
Tras los rumores de que la película no encontraba distribuidor en Italia, el grupo de Facebook "AGORÀ, il film su Ipazia di Alessandria. Alejandro Amenábar, 2009" ha comenzado una petición para que esto sea posible. El tema también se trató en el periódico nacional La Stampa 07/10/09. Finalmente ha sido estrenada en Italia el 23 de abril ocupando el tercer puesto de la taquilla. Alcanzó al final de su periplo italiano 2.819.873 dólares.

### Home vídeo
20th Century Fox Home Entertainment editó la película en DVD el 3 de marzo de 2010 en España y Lionsgate Home Entertainment la edíto en EE.UU en 2010. Fue estrenada en Blu-ray por 20th Century Fox (vía Vídeo Mercury Films que adquirió Sogepaq después de está película y "Spanish Movie") en 2014 junto a "Tesis"(1995), "Abre los ojos"(1997), "Los otros"(2001) y "Mar adentro"(2004) y disponible en Amazon Prime Video

### Participación en festivales
- 2009 - Se presentó, fuera de concurso, en el Festival de Cannes de dicho año, recibiendo buenas críticas.
- 2009 - Festival de cine de Toronto.[2]
- 2009 - Apertura del festival Cinemed en Montpellier.[50]
- 2010 - Se presentó en el 6° Festival Internacional de Cine Tercer Milenio, en Guadalajara (México).

## Palmarés cinematográfico
XXIV edición de los Premios Goya
| Categoría                     | Persona                          | Resultado |
| ----------------------------- | -------------------------------- | --------- |
| Mejor película                | Mejor película                   | Nominada  |
| Mejor director                | Alejandro Amenábar               | Nominado  |
| Mejor actriz protagonista     | Rachel Weisz                     | Nominada  |
| Mejor guion original          | Mateo Gil Alejandro Amenábar     | Ganadores |
| Mejor música original         | Dario Marianelli                 | Nominado  |
| Mejor fotografía              | Xavi Giménez                     | Ganador   |
| Mejor montaje                 | Nacho Ruiz Capillas              | Nominado  |
| Mejor dirección artística     | Guy Hendrix Dyas                 | Ganador   |
| Mejor dirección de producción | José Luis Escolar                | Ganador   |
| Mejor diseño de vestuario     | Gabriella Pescucci               | Ganadora  |
| Mejor maquillaje y peluquería | Jan Sewell Suzanne Stokes-Munton | Ganadores |
| Mejor sonido                  | Peter Glosso Glenn Fremantle     | Nominados |
| Mejores efectos especiales    | Chris Reynolds Félix Bergés      | Ganadores |

Medallas del Círculo de Escritores Cinematográficos de 2009
| Categoría        | Persona             | Resultado |
| ---------------- | ------------------- | --------- |
| Mejor película   |                     | Nominada  |
| Mejor director   | Alejandro Amenábar  | Nominado  |
| Mejor fotografía | Xavi Giménez        | Nominado  |
| Mejor montaje    | Nacho Ruiz Capillas | Nominado  |
| Mejor música     | Dario Marianelli    | Nominado  |